# أوكيتا سوجي
أوكيتا سوجي قائد الفرقة الأولى في شرطة الشينسينغومي، تدرب في دوجو عائلة كوندو إلزامي وهو مؤسس شرطة الشينسينغومي وذلك بعد وفاة والديه.
ودعم مقدمة أخته على الاعتناء به وقد كان يعتبر عبقريا في فنون السيف وقد تغلب على من أهم أكبر منه بسن صغيرة.
شارك في العديد من المعارك، وتوفي بسبب إصابته بمرض السل.